# Collasso della funzione d'onda
In meccanica quantistica con collasso della funzione d'onda (o analogamente collasso del vettore di stato o riduzione del pacchetto d'onda), si indica l'evoluzione dello stato di un sistema fisico determinata dalla misura di una sua osservabile.
Il concetto venne introdotto da Werner Heisenberg nella trattazione del suo principio di indeterminazione, mentre la formulazione matematica si deve a John von Neumann. Comprendere se e come si verifica il collasso dal punto di vista fisico è alla base del cosiddetto problema della misura.

## Concetti generali
In meccanica quantistica lo stato di un sistema fisico è descritto dalla funzione d'onda, che descrive generalmente infinite possibilità, rappresentate dalle distribuzioni di probabilità relative ai valori misurabili per le grandezze che caratterizzano il sistema. L'interpretazione di Copenaghen afferma che a seguito di una misura, ad esempio della posizione, dello spin o della velocità di una particella, la funzione d'onda subisce un processo istantaneo e irreversibile per il quale non rappresenterà più una sovrapposizione di autostati della grandezza misurata, ma sarà "collassata" in uno solo di essi, assegnando quindi alla grandezza un valore definito, cioè con probabilità del 100%. Se, ad esempio, immaginiamo di misurare l'impulso di una particella, descritto dalla funzione d'onda come un pacchetto d'onda gaussiano, dopo la misura la funzione d'onda non sarà più un pacchetto d'onda, bensì un'onda piana autostato dell'impulso, rimanendo tale fino a una nuova evoluzione del sistema. L'evoluzione temporale della funzione d'onda è descritta dall'equazione di Schrödinger, che non ne implica mai il collasso; questo viene imposto da un agente esterno rappresentato dall'osservatore  e determina una violazione dell'equazione.
Si dibatte ancora se il collasso della funzione d'onda sia di per sé un fenomeno fisico fondamentale o se si tratti di una conseguenza di un altro fenomeno, come la decoerenza quantistica. Nell'interpretazione a molti mondi della meccanica quantistica, a seguito di una misura non avviene nessun collasso della funzione d'onda, ma la realtà si divide in molti universi paralleli in ciascuno dei quali si verifica ogni possibile risultato della misura. L'interpretazione a molti mondi non risolve il problema del collasso, perché, anche se nega che il collasso avvenga, di fatto il fisico deve usare una funzione d'onda collassata dopo ogni misura, altrimenti le previsioni su successive misure sullo stesso sistema fisico risulterebbero errate.

## Forma assiomatica
Il collasso della funzione d'onda costituisce uno degli assiomi dell'interpretazione di Copenaghen della meccanica quantistica ed è quindi incluso in molte versioni dei suoi postulati.
La formulazione in notazione bra-ket è la seguente:
La misura dell'osservabile A sullo stato {\displaystyle \left|\psi \right\rangle }, supponendo di aver ottenuto {\displaystyle \alpha } come risultato, proietta {\displaystyle \left|\psi \right\rangle } sull'autospazio di {\displaystyle \alpha }.
Dal punto di vista filosofico, il collasso della funzione d'onda ha stimolato numerosi dibattiti, dato che non è possibile concepire in generale la misurazione delle proprietà di un sistema fisico senza disturbarlo. Il semplice atto di misurare una grandezza infatti è capace di cambiare lo stato del sistema da {\displaystyle \left|\psi \right\rangle } a {\displaystyle \left|\alpha \right\rangle }.